# 米德爾敦 (愛荷華州)
米德爾敦（英語：Middletown）是一個位於美國愛荷華州德梅因縣的城市。

## 地理
米德爾敦的座標為40°49′41″N 91°15′37″W / 40.82806°N 91.26028°W，而該地的平均海拔高度為220米（即722英尺）。

## 人口
根據2010年美國人口普查的數據，米德爾敦的面積為1.58平方千米，當中陸地面積為1.58平方千米，而水域面積為0.00平方千米。當地共有人口318人，而人口密度為每平方千米201人。